# 范子侠
范子侠（1908年—1942年2月12日），江苏丰县人，八路军高级将领。

## 生平

### 早年经历
穷困辍学,后流浪福建。后入东北军，入东北军随营学校学习，1922年（民国十一年）14岁，毕业后在东北军历任参谋、排长、连长、营长、团长等职。1929年，（民国十八年）蒋介石改编奉军为国民革命军东北边防军，简称‘东北军’。1933年，25岁，任东北军团长。1931年9月18日，九一八事变后，因不满不抵抗政策，愤然辞去军职。1933年赴张家口参加察哈尔民众抗日同盟军，任团长。参加康保、沽源、宝昌、多伦等地区对日军作战。1935年，秘密打入李守信部，任营长，在百灵庙战役中策动起义。后被逮捕入狱。

### 抗日战争时期
抗日战争爆发后获释出狱，在河北无极、藁城、新乐、行唐一带组织抗日义勇军。率部转战晋东南、豫北、冀西一带，与八路军合作抗日。他在义勇军手册上亲笔写下这样的誓词:“我们是中华民族的优秀儿女，我们是炎黄的子孙，我们是英勇善战的军队，我们是勇往直前的铁军，我们要为民族求解放，为祖国争生存，誓以头颅换回已失去的锦绣河山，誓以鲜血粉碎万恶的汉奸敌人。”
1938年率部转移至豫北一带，任冀察战区游击第二路副指挥兼第二师司令员、豫北第二区指挥官兼第一战区第一游击支队司令员，积极协同八路军打击日军。1939年11月接受共产党领导，将所部改编为八路军平汉抗日游击纵队，任司令员，同年加入中国共产党。1940年2月率部转至山西武乡八路军总部附近。5月上旬指挥部队参加白晋铁路破击战。后任八路军129师新编10旅旅长、平汉纵队司令员兼太行军区第6分区司令员，率部参加百团大战，并在战斗中中毒。1941年11月，范子侠又参与了黄崖洞保卫战。
1942年2月12日，在沙河县柴关一带反扫荡作战时阵亡，时年34岁。

## 身后
范子侠阵亡后，埋葬于沙河西大安山脚下封峦寺旁。1949年，范子侠遗体移至于河北邯郸晋冀鲁豫烈士陵园。沙河政府将范子侠原墓地作为爱国主义教育基地，1996年在墓室前新立范子侠将军纪念碑，并树起四块为纪念范子侠阵亡五十周年的题词碑。